# Tchara (ville)
Pour les articles homonymes, voir Chara.
Tchara est une communauté rurale de Sibérie dans le district de Kalarsky, Kraï de Transbaïkalie.
La population était de 3 441 habitants en 1989.
La communauté est desservie par l'aéroport de Tchara (en). La ville la plus proche est Novaïa Tchara (ru) située à 20 kilomètres.
À 60 km se trouve l'ancienne mine d'uranium de la Gorge de marbre ou était installé le camp de travail pénitentiaire Borlag au début des années 1950.